# Serrat de Viader
El Serrat de Viader és una serra al municipi de Massanes a la comarca de la Selva, amb una elevació màxima de 259 metres.